# Silvério Figueiredo

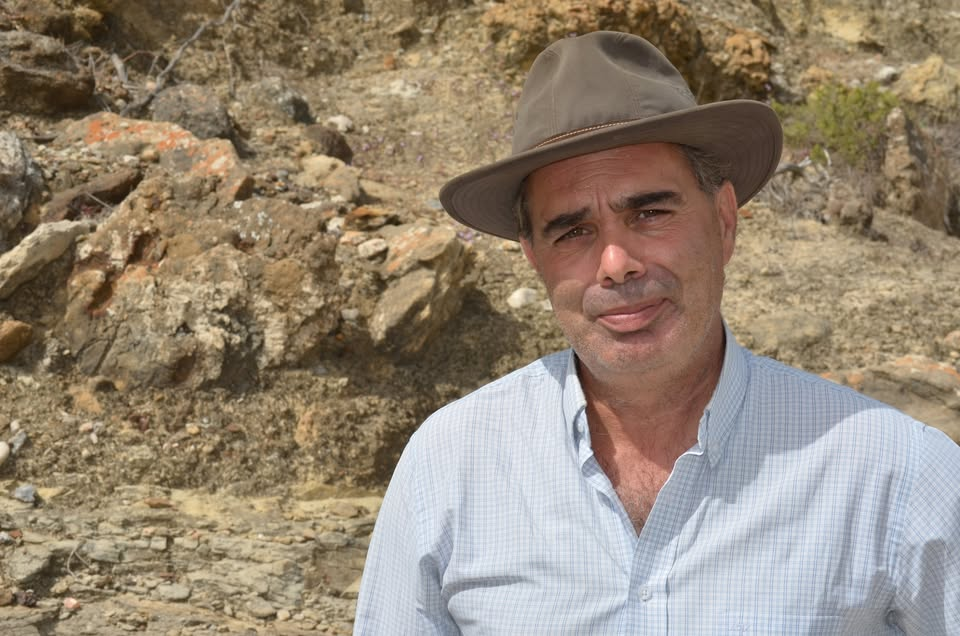
Fotografia tirada por Patrícia Boto a Silvério Figueiredo, durante os trabalhos de investigação de campo no Cabo Espichel, no ano de 2022.

Silvério Manuel Domingues Figueiredo, nasceu em Lisboa em 1970, é arqueólogo, paleontólogo e professor e tem desenvolvido trabalho científico nas áreas da pré-história, paleontologia de vertebrados e arqueologia. É doutorado em Pré-História pela Universidade de Salamanca e possui uma carreira dedicada à investigação científica, ensino superior e divulgação do património paleontológico e arqueológico em Portugal.
Carreira Académica e Profissional
Silvério Figueiredo é professor adjunto no Instituto Politécnico de Tomar (IPT), onde leciona disciplinas ligadas à arqueologia e à paleontologia. Para além do ensino, desenvolve uma intensa atividade de investigação e coordenação de projetos científicos.
Atualmente, é presidente do Centro Português de Geo-História e Pré-História (CPGP), uma associação científica que promove a investigação e divulgação do património arqueológico e geo-histórico em Portugal. É também presidente da Sociedade Portuguesa de Paleontologia (SPdP), que congrega investigadores e profissionais da área da paleontologia no país.
Silvério Figueiredo é também investigador integrado do Centro de Geociências, onde participa em projetos de investigação relacionados com paleontologia, arqueologia e geociências.
Áreas de Investigação
As suas áreas principais de investigação incluem a paleontologia de vertebrados, com ênfase em dinossáurios e aves fósseis, bem como a arqueologia pré-histórica. Tem coordenado diversos projetos científicos, incluindo escavações arqueológicas e estudos paleontológicos, destacando-se o trabalho na região do Cabo Espichel.
Descreveu uma nova espécie de pegada de dinossauro:
Moyenisauropus lusitanicus

Publicações Selecionadas
Silvério Figueiredo é autor de várias publicações científicas em revistas especializadas. Algumas das suas publicações incluem:
Figueiredo, S.; Rosina, P.; Figuti, L. (2015) "Dinosaurs and other vertebrates from the Papo-Seco Formation (Lower Cretaceous) of southern Portugal". Journal of Iberian Geology 41(3):301-314 Doi: https://doi.org/10.5209/rev_JIGE.2015.v41.n3.47828
Figueiredo, S. D., Carvalho, I. S., Pereda Suberbiola, X., Cunha, P. P., Antunes, V., & Bachtsevanidou Strantzali, I. (2022). "Ornithopod dinosaur remains from the Papo Seco Formation (lower Barremian, Lusitanian Basin, Portugal): a review of old and new finds". Historical Biology. https://doi.org/10.1080/08912963.2022.2138372
Figueiredo, S. D., Carvalho, I. S., Cunha, P. P., Neto de Carvalho, C., Buffetaut, E., Tong, H., & others. (2022). "The dinosaur tracksite from the lower Barremian of Areia do Mastro Formation (Cabo Espichel, Portugal): implications for dinosaur behavior". Cretaceous Research, 137, 105219. https://doi.org/10.1016/j.cretres.2022.105219
Figueiredo, S. D., Carvalho, I. S., Cunha, P. P., Marques, C., Rosa, I. M., & Souza Carvalho, I. (2023). "Sauropod dinosaur remains from the Papo-Seco Formation (lower Barremian, Lusitanian Basin, Cabo Espichel, Portugal): previous and new discoveries". Cretaceous Research, 151(3), 105657. https://doi.org/10.1016/j.cretres.2023.105657
Figueiredo, S. D., Neto de Carvalho, Cunha, P. P., Duarte, L. V., Fonseca, A., Monteiro, C., Forte, J. (2023) "The first dinosaurs in Iberia: a new dinosaur tracksite from the Sinemurian (Lower Jurassic) of Portugal", Historical Biology, DOI: 10.1080/08912963.2023.2256751
Figueiredo, S. D., Cunha, P. P., Palma, A. M., Carvalho, I. S., &
Monteiro, C. (2024). "New dinosaur tracks from the middle Albian of Cascais, Portugal (Lusitanian Basin)". in Louis H.Taylor, Robert G. Raynolds, and Spencer G. Lucas, eds., 2024, Vertebrate Paleoichnology: A Tribute to Martin Lockley. New Mexico Museum of Natural History and Science Bulletin 95.
Obras de Divulgação
Figueiredo é autor de livros de divulgação científica, como:
"Os dinossauros de Portugal" (Edições Cosmos, 2008);
"Aurora dos Tempos Modernos: da extinção dos dinossauros à génese do homem" (Edições Cosmos, 2010);
"Os Dinossáurios em Portugal" (Chiado Editora, 2015).
Os livros sobre dinossáurios portugueses são obras que compilam descobertas de fósseis e de pegadas de dinossáurios em território português, contribuindo para a divulgação científica junto do público geral.